# Peilschaalhuisjes Wieringen

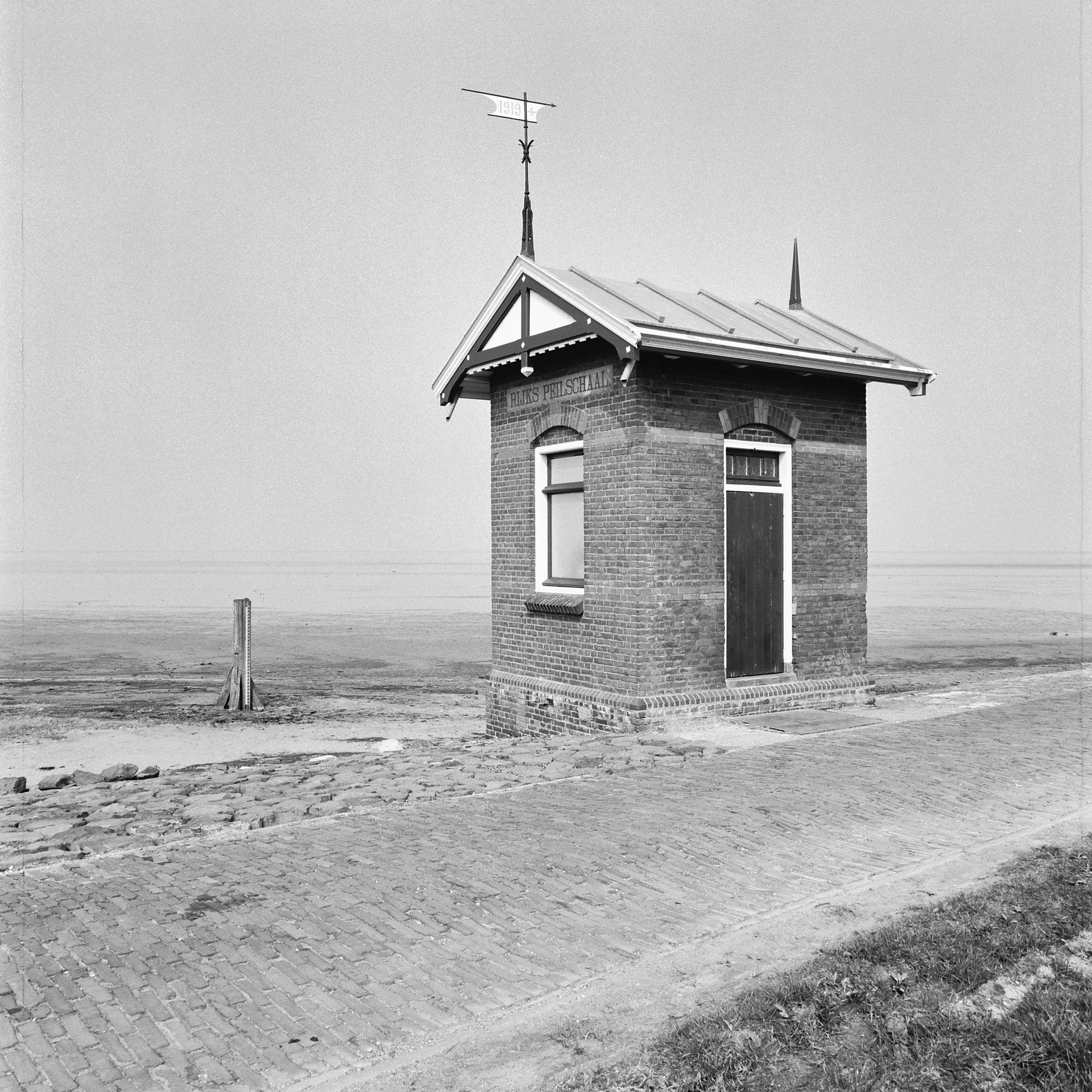
Peilschaalhuis Westerland

De peilschaalhuisjes in Wieringen zijn beide in 1919 gebouwd in opdracht van Rijkswaterstaat. Ze maakten deel uit van een hele serie gebouwtjes die langs de kust en aan de grote rivieren waren geplaatst. De peilschaalhuisjes werden ingezet om de waterstand vast te leggen. Op Wieringen staan aan de Waddenzeekust twee van deze peilschaalhuizen, een op de westpunt in de buurtschap Dam en een aan de haven van Den Oever. Het zijn beide Rijksmonumenten.
De gebouwtjes zijn nagenoeg identiek. In een van de gevels is een hardstenen fries ingemetseld voorzien van de tekst: RIJKS PEILSCHAAL. In de muren van rode baksteen zijn enkele lagen oranje geglazuurde baksteen als versiering aangebracht. Het dak steekt aan beide zijgevels over en is voorzien van een siermakelaar en een windwijzer van siersmeedwerk met jaartal 1919.
Bij het westelijk gelegen peilhuisje staat, ongeveer tien meter voor de kust, ook nog een blauw geëmailleerde peilschaal.

## Werking
De peilhuisjes bevatten een peilschrijver die werkte volgens een eenvoudig principe. Via een pijp kwam er zeewater in een put in het huisje, in die put zat een vlotter die met de wisselende waterstanden op en neer bewoog. De vlotter stuurde een pennetje aan, dat een blad papier beschreef, dat op een rol was gespannen. Een klok dreef de rol papier aan. Regelmatig kwam een beambte de klok opwinden en het papier op de rol verwisselen. De vastgelegde waterstanden werden naar Rijkswaterstaat gestuurd.